# 何小刚
何小刚，国立台湾大学物理学系教授，中华人民共和国教育部第六批“长江学者”特聘教授，研究方向为弱電理論、量子力學等。